# Chris Simms
Christopher David Simms (Franklin Lakes, 29 agosto 1980) è un ex giocatore di football americano statunitense che ha giocato nel ruolo di quarterback nella National Football League (NFL). Fu scelto nel corso del terzo (97º assoluto) del Draft NFL 2004 dai Tampa Bay Buccaneers. Al college giocò a football coi Texas Longhorns.

## Carriera professionistica
Simms fu scelto nel corso del terzo giro del Draft 2004 dai Tampa Bay Buccaneers. Iniziò la sua stagione da rookie come terzo quarterback nelle gerarchie della squadra dietro Josh Johnson e Brian Griese, ma dopo una cattiva pre-stagione di quest'ultimo salì nel ruolo di prima riserva, riuscendo a disputare anche due gare come titolare. Nella stagione successiva disputò dieci gare come titolare, guidando i Bucs alla loro prima qualificazione ai playoff dal 2002 passando 10 touchdown e 7 intercetti. A fine dicembre 2006 annunciò un rinnovo biennale con la franchigia ma il deterioramento dei rapporti con l'allenatore Jon Gruden lo portarono ad essere svincolato il 30 agosto 2008.
Dopo l'infortunio occorso a Vince Young, Simms firmò coi Tennessee Titans dove fu riserva di Kerry Collins. Nella stagione 2009 passò ai Denver Broncos in cui fu la riserva di Kyle Orton. L'ultima stagione della carriera la passò di nuovo ai Titans nel 2010.

## Palmarès
- Quarterback della settimana: 1

10ª del 2005

## Statistiche
| Yard passate  | 3.117 |
| Touchdown     | 12    |
| Intercetti    | 18    |
| Passer rating | 69,1  |

## Vita privata
Chris è il figlio dell'ex quarterback dei New York Giants, MVP del Super Bowl, Phil Simms e fratello del quarterback dei New York Jets Matt Simms.